# Наша родина (фильм)
«Наша родина» (баск. Gure Sor Lekua) — цветной документальный фильм французского режиссёра Андре Мадре по сценарию Жана Элисальде, снятый в 1956 году. Первый полнометражный фильм на баскском языке и единственный фильм Андре Мадре. Долгое время считался утерянным, но в 2012 году был найден.

## История
По словам режиссёра, фильм был адресован баскской диаспоре. Премьера состоялась в 1956 году в Аспаррене — родном городе Мадре. В 1956—1957 годах показы состоялись в Байонне, Юстарисе, Аскене, Брискусе и Айере. По просьбе режиссёра сборы передавались баскскому культурному центру в Париже, где также было проведено два сеанса. В 1961 году копия фильма была передана в США со священником из Байонны, назначенным на должность капеллана басков Калифорнии. По данным, собранным исследователем Хосу Мартинесом, показы также проводились в Дакаре и предположительно в нескольких городах Аргентины. С 1958 по 1963 год Мадре ежегодно организовывал рождественские кинопоказы как во французской, так и в испанской Стране Басков.
После смерти Мадре в 1971 году фильм считался утерянным и практически не упоминался историками до 2012 года, когда исследователь из Университета Страны Басков Хосу Мартинес, писавший диссертацию по истории баскского кино, нашёл копию плёнки в картонной коробке в доме вдовы Андре Мадре в Париже. Звуковая дорожка не сохранилась, однако статьи в прессе 1950-х годов и воспоминания свидетелей подтверждают, что фильм был снят на баскском языке. 
После обнаружения плёнки вдова режиссёра подписала договор о передаче записи Университету Страны Басков. Фильм был показан в 2013 году в Аспаррене на фестивале баскского кино, в 2014 году в Бильбао по случаю Международного дня баскского языка и в 2015 году в Сент-Этьен-де-Баигорри. Поскольку звуковая дорожка утеряна, показ сопровождался написанной специально для этого случая музыкой композитора Хосерры Сенперены.
В 2014 году Хосу Мартинес защитил докторскую диссертацию на тему «Открытие, история и анализ первого фильма на баскском языке». Кроме того, он опубликовал книгу, посвящённую фильму, и снял собственный документальный фильм «В поисках "Нашей родины"» (баск. Gure sor lekuaren bila), премьера которого состоялась 3 декабря 2015 года

## Критика
Журналист Микель Гарсия Идиакес характеризует «Нашу родину» как «пасторальный и идиллический фильм». Кристиана Эчалус, видевшая фильм в 1950-е годы, отмечает, что он показался ей «скучным и нудным» и «привязанным к старине». Как отмечает Хосу Мартинес, многие зрители того времени не придавали значения языку фильма, так как снимать кино на баскском языке во французской Стране Басков, в отличие от испанской, было не запрещено.
Мартинес обращает внимание на то, что Андре Мадре уехал из Страны Басков в подростковом возрасте, но при этом поддерживал контакт с баскской диаспорой, и это могло стать одной из причин того, что он идеализировал этот регион. Кроме того, он отмечает, что «Наша родина» может считаться «баскским фильмом» с трёх точек зрения:
- действие происходит в Стране Басков, а повествование ведётся на баскском языке;
- фильм снят баскским режиссёром;
- целевую аудиторию составляют баски[12].